# خانه آوانسیان
خانه آوانسیان مربوط به دوره قاجار است و در رشت، میدان شهرداری، ضلع غربی مجتمع خاتم الانبیاء واقع شده و این اثر در تاریخ ۲۶ اسفند ۱۳۸۶ با شمارهٔ ثبت ۲۲۲۳۷ به‌عنوان یکی از آثار ملی ایران به ثبت رسیده‌است.